# 仙台市立愛子小学校
仙台市立愛子小学校（せんだいしりつ あやししょうがっこう）は宮城県仙台市青葉区上愛子字新宮前にある公立小学校。2021年の児童数は613人、24学級、教職員40人。

## 所在地
- 宮城県仙台市青葉区上愛子字新宮前1番地

## 概要
広瀬小学校の児童数が錦ケ丘ニュータウンの人口増加に伴い、1000人以上と県内一（当時）の児童数だったために仙台市青葉区役所宮城総合支所付近に新たに新設校の愛子小学校が開校した。平成26年度では児童数が1200人以上いる仙台市内では最大のマンモス校となったが、平成27年度に錦ケ丘小学校が分離・開校して500人弱の児童数となっている。

## 沿革
- 2009年（平成21年）4月 - 広瀬小学校から分離し、仙台市内で124番目（当時）の小学校として開校[2]。
- 2010年（平成22年）3月2日 - 校歌制定[2]。
- 2015年（平成27年）4月 - 錦ケ丘小学校が分離・開校し、児童数は前年度の1383人から474人に減少[3]。

## 学区
出典
- 愛子中央1丁目
- 愛子中央2丁目
- 愛子中央3丁目
- 愛子中央4丁目
- 愛子中央5丁目
- 愛子中央6丁目
- 上愛子（字芦見、字荒、字芋郷、字岩元、字岩元前、字梅ノ木田、字運南、字榎、字大岩、字街道、字上町、字北内、字北原、字北原道上、字車、字塩前、字斉勝森、字塩柄、字下遠野原(32番、33番、36～38番)、字蛇台原、字新宮前、字神明、字宝前、字立石、字舘ノ内、字大五郎、字月見、字樋田、字中斉、字中道、字沼田、字橋本、字二岩、字麓道上、字麓道下、字平治、字辺田、字堀切、字前堀、字松原(25番以降)、字峯岸、字宮入、字宮下、字宮前、字屋敷前、字雷神）
- 下愛子（字観音、字観音堂、字毘沙門、字町(12番以降)、字峯岸前(1〜15番)）
  - 開校時の児童数が約900人で今後も児童数が増え続けることが予想される。このためさらに学区を分離する必要が出てきたために2015年を目処に錦ヶ丘団地内に新たに小学校を開校する計画を仙台市側が明らかにした[5]。このため、平成27年度に学区は縮小された。

## 進学先中学校
出典
公立中学校に進学する場合
- 仙台市立広瀬中学校 - 愛子中央から通う児童の主な進学先中学校
- 仙台市立錦ケ丘中学校 - 上愛子と下愛子から通う児童の主な進学先中学校

## 周辺
- ヨークベニマル仙台愛子店 - 敷地が隣接
- 国道48号線愛子バイパス
- 宮城県道132号秋保温泉愛子線
  - 学校付近で、上記2路線が交差する。
- なお、県道132号線の東側には、仙台市立広瀬図書館や仙台市青葉区役所宮城総合支所などの公共機関・施設が点在する。

## アクセス
- 仙台市営バス「83」・「85」・「87」の各系統で、「宮城総合支所・愛子小学校前」停留所より、
  - 愛子駅前行のりばから、徒歩約190m・約3分。
  - 秋保・上ノ原・野尻町北・二口方面行のりばから、徒歩約295m・約5分。
- 愛子観光バス「仙台駅前〜錦ヶ丘六丁目線」で、
  - 「愛子小学校前」（仙台駅前発の下り便・錦ヶ丘六丁目発の上り便）停留所から、徒歩約190m・約3分。
  - 「宮城総合支所」（仙台駅前行の上り便・錦ヶ丘六丁目行の下り便）停留所から、徒歩約295m・約5分。
    - なお、仙台市営バス「宮城総合支所・愛子小学校前」停留所と愛子観光バス「愛子小学校前」・「宮城総合支所」は、それぞれ同一の場所となる。
- JR東日本仙山線愛子駅から、
  - 徒歩約530m・約8分（最短ルート移動した場合）。
  - 上述の路線バスに乗車し、最寄り停留所下車後、徒歩。